# Nora Gjakova
Nora Gjakova (* 17. August 1992 in Peja, BR Jugoslawien, heute Kosovo) ist eine kosovarische Judoka, die bis Juli 2011 für Albanien antrat. 2021 wurde sie Olympiasiegerin im Leichtgewicht, der Klasse bis 57 kg.

## Karriere
2010 nahm Nora Gjakova als unabhängige Teilnehmerin an den U20-Weltmeisterschaften teil und belegte dort den siebten Platz. 2011 gewann sie als Albanerin in Leibnitz und Pacs zwei internationale U20-Turniere. 2012 siegte sie bei den Offenen Schweizer Meisterschaften in Genf als Kosovarin. Beim Weltcup in Rom erreichte sie 2012 den dritten Platz, hier wieder als unabhängige Athletin. 2013 belegte sie als Kosovarin den siebten Platz bei den Weltmeisterschaften. Fortan startete sie durchgängig für Kosovo.
2014 gewann sie in Breslau den U23-Europameistertitel. 2015 wurden die Europameisterschaften im Rahmen der Europaspiele in Baku ausgetragen. Gjakova unterlag im Halbfinale der Ungarin Hedvig Karakas und gewann die Bronzemedaille. Im Jahr darauf unterlag sie bei den Europameisterschaften in Kasan gegen die Bulgarin Iwelina Iliewa und erhielt wie im Vorjahr die Bronzemedaille. Bei den Olympischen Sommerspielen 2016 bestand das kosovarische Judoteam aus zwei Personen: Majlinda Kelmendi gewann die Goldmedaille im Halbleichtgewicht, Nora Gjakova belegte nach einer Niederlage gegen die Rumänin Corina Căprioriu den neunten Platz im Leichtgewicht. Im April 2017 gewann Gjakova bei den Europameisterschaften in Warschau zum dritten Mal in Folge eine Bronzemedaille. Im Jahr darauf gewann sie ihren ersten Europameistertitel durch einen Finalsieg über die Deutsche Theresa Stoll bei den Europameisterschaften in Tel Aviv. 2019 wurden die Europameisterschaften im Rahmen der Europaspiele in Minsk ausgetragen. Gjakova gewann in Minsk die Silbermedaille hinter der Russin Darja Meschezkaja. Zwei Jahre später erhielt sie eine Bronzemedaille bei den Europameisterschaften 2021 in Lissabon und bei den Weltmeisterschaften in Budapest. Bei den Olympischen Spielen in Tokio besiegte sie im Viertelfinale die Slowenin Kaja Kajzer, im Halbfinale die Japanerin Tsukasa Yoshida und im Finale die Französin Sarah Léonie Cysique. Bei den Olympischen Spielen 2024 schied sie bereits in der ersten Runde gegen Lchagwatogoogiin Enchriilen aus.
Nora Gjakova trainiert wie Majlinda Kelmendi in ihrer Geburtsstadt in Peja bei Driton Kuka. Ihr Bruder Akil Gjakova ist ebenfalls Judoka.